# Florina Pașcalău
Maria Florina Pașcalău (* 19. Januar 1982 in Cluj-Napoca, Rumänien) ist eine ehemalige professionelle Basketball-Spielerin. Sie spielte für die Seattle Storm in der Women’s National Basketball Association.
Die 1,94 m große Centerspielerin stand bei den rumänischen Clubs U Cluj und Livas Targoviste unter Vertrag, bevor sie 2002 nach Italien zum sizilianischen Club Libertas Trogylos Basket aus Priolo Gargallo wechselte.
Seit 2001 gehört sie der rumänischen Nationalmannschaft an und steht im Aufgebot ihres Landes bei der Europameisterschaft 2007 in Italien.
2008 nahmen die Seattle Storm Pașcalău unter Vertrag, somit spielt sie 2008 erstmals in ihrer Karriere in der Women’s National Basketball Association.
Anschließend spielte sie mehrere Jahre in Italien.
2017 beendete sie ihre aktive Karriere.